# Принц Георг (трасса)
«Принц Георг» (англ. East London (Prince George Circuit)) — трасса Формулы-1, на которой в 1962-1965 годах проводились этапы Гран-при ЮАР. Расположена в Ист-Лондоне к северо-востоку от города Порт-Элизабет, в Восточной Капской провинции.
Трасса была открыта в 1930-х годах и на ней прошли Гран-при ЮАР в 1934—1939 годах. В 1959 году трасса была модифицирована под стандарты «Формулы-1», и в 1962 году на трассе прошло первое входящее в чемпионат мира Гран-при ЮАР. После проведения ещё двух гонок Гран-при было перемещено на трассу «Кьялами».

## Победители Гран-при ЮАР на трассе «Принц Георг»
Розовым цветом отмечены гонки, не являющиеся этапами чемпионата мира среди гонщиков.
| Год  | Пилот                | Команда           | Отчёт |
| ---- | -------------------- | ----------------- | ----- |
| 1965 | Джим Кларк           | Lotus-Climax      | Отчёт |
| 1963 | Джим Кларк           | Lotus-Climax      | Отчёт |
| 1962 | Грэм Хилл            | BRM               | Отчёт |
| 1939 | Луиджи Виллорези     | Maserati 6CM      |       |
| 1938 | Буллер Мейер         | Riley             |       |
| 1937 | Пэт Фэрфилд          | ERA-B             |       |
| 1936 | Марио Мадзакурати    | Bugatti 35B       |       |
| 1934 | Уитни Уиллард Стрейт | Maserati 8CM 3.0L |       |